# Rapporto a tre
Rapporto a tre (Come Together) è un film del 1971 diretto da Saul Swimmer.

## Trama
Lo stuntman americano Tony rimorchia Lisa e Ann, due belle ragazze americane, appena sbarcate a Napoli. Tony così diventa per loro una guida turistica ma poi le cose prendono una piega diversa che tutti e tre non si aspettavano, finendo per fare l'amore.